# Wurmbach (Altmühl)
Der Wurmbach ist ein knapp 13 km langer  Bach im mittelfränkischen Landkreis Weißenburg-Gunzenhausen in Bayern, der gegenüber von Gunzenhausen von links und Südsüdwesten in die mittlere Altmühl mündet.

## Geographie

### Verlauf
Der Wurmbach entspringt ca. 1,8 km nordnordwestlich der Ortsmitte des Pfarrdorfes Ostheim der Gemeinde Westheim auf etwa 512 m ü. NHN am Nordostfuß des Wachtlerberges (587 m ü. NHN) und wird gleich von einem weiteren linken Quelllauf gespeist. Entlang der Bundesstraße 466, die er nach dem Waldaustritt auf  Nordostkurs auf den namengebenden Hauptort von Markt Gnotzheim zu zweimal unterquert, erreicht er den dort und läuft kurz verdolt unter dessen Westspitze hindurch. Danach gleich wieder in offenem Lauf, passiert er die Letzleinsmühle am rechten Ufer, fließt nun nördlich zwischen dem Galgenberg rechts und der  letzten Einöde Simonsmühle von Gnotzheim links hindurch und wechselt dann gleich unterhalb von dessen Weiler Steinacker am rechten Hang auf die Stadtgemarkung von Gunzenhausen über.
Auf Höhe von dessen Dorf Nordstetten, das im Talmündungstrichter des Zuflusses liegt, nimmt er von links her gegenüber der Kläranlage des Ortes den Grenzgraben auf. Anschließend läuft er nordnordwestlich auf das Dorf Maicha zu; am linken Rand der breiten Aue läuft hier schon ab Nordstetten neben Wegen ein Auengraben. Bei Maicha biegt der am rechten Hangfuß laufende Wurmbach um den westlichen Wurmbacher Berg auf Nordostlauf. Auf halbem Wege von dort nach Oberwurmbach läuft der erwähnte linke Auenbach zu, der bei Maicha einen Zufluss vom Hang aufgenommen hat. Bei Oberwurmbach mündet von Westen der Filchenharder Graben durch den auf den flachen Sporn und ins zulaufende Tal hinein gebauten Ort. Noch vor dem größeren Unterwurmbach erreicht der Bach den Westrand der B 466 und folgt ihr etwas nach Norden, dabei läuft er unter der Brücke der heute als Museumsbahn genutzten Bahnstrecke Nördlingen–Gunzenhausen durch. Dann mündet von links und aus dem Nordwesten kommend der mit etwa 8,5 km Länge bedeutendste Nebenfluss Hambach. In ostnordöstlichem Lauf unterquert der Wurmbach dann die B 466, passiert Unterwurmbach an dessen Nordrand, erreicht wieder die inzwischen mit der Bahnstrecke Treuchtlingen–Würzburg zusammengeführte Museumsbahn, läuft deren Damm entlang und unterquert dabei die von der anderen Bundesstraße abzweigende B 13. Gegenüber der Nordwestecke des Gunzenhausener Stadtkerns mündet der Wurmbach dann bei der Altmühlbrücke der Bahn nach 12,9 km Lauf von rechts und Südwesten in die mittlere Altmühl, die wenig oberhalb eben den Altmühlsee umflossen hat.

### Einzugsgebiet
Der Wurmbach durchläuft die Naturräume des Vorlandes der Südlichen Frankenalb (Unterräume Hahnenkamm-Vorberge und Hahnenkamm-Liasgürtel) sowie des Mittelfränkischen Beckens (Unterräume Dinkelsbühler Hügelland und Ornbau-Gunzenhäuser Altmühltal). Das Einzugsgebiet entwässert 43,6 km², zu denen außer den genannten Naturräumen auch noch  rechts des Oberlaufs ein Zipfel des zur Südlichen Frankenalb rechnenden Hahnenkamms gehört, wo auch der mit 642,4 m ü. NHN höchste Punkt auf dem Hahnenkamm-Nordwestsporn Spielberg liegt.
Hinter der östlichen Wasserscheide von der Mündung bis hinauf auf diesen Spielberg liegt mündungsabwärtiges Einzugsgebiet der Altmühl mit deren rechten Zuflüssen bis hinunter zum Schlangenbach als direkten Konkurrenten. An die recht kurze südliche Wasserscheide grenzen nacheinander die Einzugsgebiete der linken Wörnitz-Zuflüssen „Westliche“ Rohrach im Südosten, Bruckbach im Süden sowie Grundbach im Südwesten. Die westliche Wasserscheide ist die längste, der Abfluss der anderen Seite erreicht überall letztlich über den Lentersheimer Mühlbach ebenfalls die Wörnitz. Nördlich des Wurmbach-Einzugsgebietes liegen recht nahe der Altmühlzuleiter und der von ihm gespeiste Altmühlsee, hart an dessen Rand die Walder Altmühl neben Sickerwasser des Sees auch das Wasser kleinerer Zuflüsse von der Wasserscheide her zur Altmühl führt.

### Zuflüsse
Liste der Zuflüsse von der Quelle zur Mündung. Mit Gewässerlänge, Einzugsgebiet und Höhe. Andere Quellen für die Angaben sind vermerkt.
Auswahl nur direkter Zuflüsse.
- Grenzgraben, von rechts und Südosten auf etwa 477 m ü. NHN neben der B 466, ca. 0,5 km[BA 2] und ca. 0,3 km². Entsteht auf etwa 486 m ü. NHN westlich der aufgeforsteten Gnotzheimer Deponie im Dürrloh. Auf ganzer Länge Gemarkungsgrenze zwischen Westheim im Südwesten und Markt Gnotzheim im Nordosten.
- Funkenhardgraben, von links und Westen auf etwa 472 m ü. NHN gut 200 Meter nach dem vorigen, ca. 2,0 km und ca. 1,3 km². Entspringt auf etwa 519 m ü. NHN am unteren Nordhang des Wachtlerberges.
- Grenzgraben, von links und Südwesten auf etwa 433 m ü. NHN bei Nordstetten, ca. 2,6 km und ca. 4,7 km². Entsteht auf etwa 466 m ü. NHN südwestlich von Nordstetten eben noch jenseits der Stadtgrenze im Gewann Hoffeld des Wassertrüdinger Pfarrdorfs Obermögersheim.
- Filchenharder Graben, von links und Westen auf etwa 420 m ü. NHN bei Oberwurmbach, ca. 3,2 km und ca. 2,5 km². Entsteht auf ca. 439 m ü. NHN wenig westlich von Filchenhard.
- Hambach, von links und aus dem Nordwesten auf etwa 418 m ü. NHN am Rand der B 466 bei Unterwurmbach, ca. 8,5 km und ca. 15,4 km². Entfließt auf etwa 497 m ü. NHN dem Buchbrunnen am Ostabhang des Eichelbergs beim Markt Arberger Dorf Kemmathen.

## Kleiner Wurmbach
Ab Unterwurmbach läuft in der flachen Aue nirgends mehr als wenige hundert Meter entfernt im Süden der am Nordwestrand des Dorfes entstehende Kleine Wurmbach dem Unterlauf ungefähr parallel zur abwärtigen Altmühl. Er ist nur etwa 2,1 km lang. Von seinem Unterlauf geht wiederum ein Augraben genannter Lauf schon in der Altmühlaue rechts ab, der nach etwa 1,6 km fast parallelem Lauf zum Fluss kurz vor der Straßenbrücke der B 13 in einen rechten Altmühl-Altarm mündet.

### BayernAtlas („BA“)
Amtliche Online-Gewässerkarte mit passendem Ausschnitt und den hier benutzten Layern: Lauf und Einzugsgebiet des Wurmbachs

Allgemeiner Einstieg ohne Voreinstellungen und Layer: BayernAtlas der Bayerischen Staatsregierung (Hinweise)
1. 1 2 3  Höhe abgefragt auf dem Hintergrundlayer Amtliche Karte (Rechtsklick).
2. 1 2 3 4  Länge abgemessen auf dem Hintergrundlayer Amtliche Karte.
3. ↑  Einzugsgebiet abgemessen auf dem Hintergrundlayer Amtliche Karte.

### Gewässerverzeichnis Bayern („GV“)
1. ↑  Länge nach: Verzeichnis der Bach- und Flussgebiete in Bayern – Flussgebiet Lech bis Naab, Seite 106 des Bayerischen Landesamtes für Umwelt, Stand 2016 (PDF; 2,9 MB) (Seitenzahl kann sich ändern)
2. ↑  Einzugsgebiet nach: Verzeichnis der Bach- und Flussgebiete in Bayern – Flussgebiet Lech bis Naab, Seite 106 des Bayerischen Landesamtes für Umwelt, Stand 2016 (PDF; 2,9 MB) (Seitenzahl kann sich ändern)

### Sonstige
1. 1 2  Franz Tichy: Geographische Landesaufnahme: Die naturräumlichen Einheiten auf Blatt 163 Nürnberg. Bundesanstalt für Landeskunde, Bad Godesberg 1973. → Online-Karte (PDF; 4,0 MB)